# Pacecco De Rosa
Giovan Francesco De Rosa, bekannter als Pacecco De Rosa (17. oder 27. Dezember 1607 in Neapel – Oktober 1656 ebenda), war ein italienischer Maler. Er gehört zu den bekanntesten Protagonisten der neapolitanischen Barockmalerei.

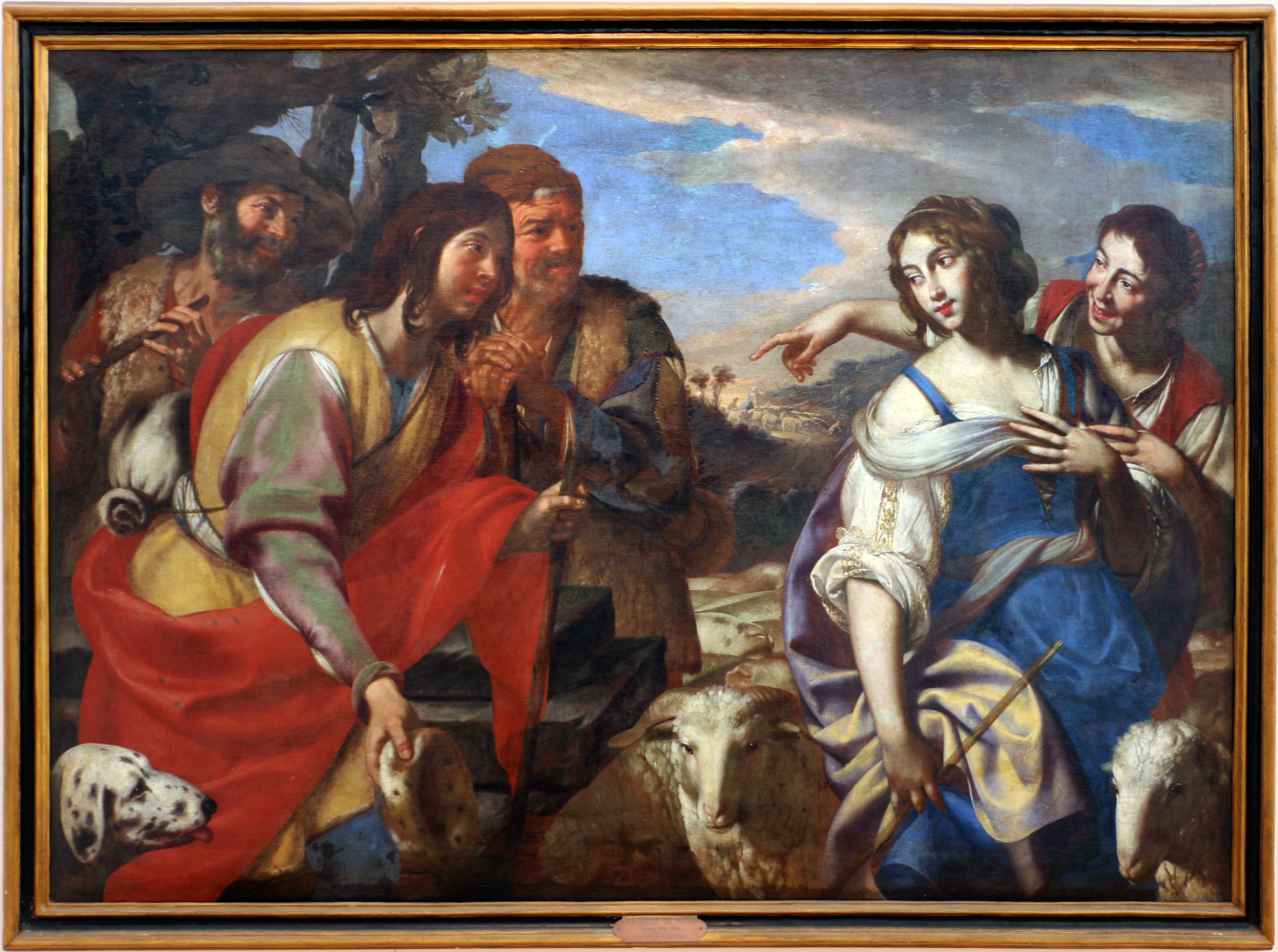
Pacecco De Rosa: Begegnung von Jakob und Rachel, 1630-50, Palazzo della città metropolitana di Bari

## Leben
Pacecco war der Sohn von Tommaso De Rosa und Caterina De Mauro, die auch drei Töchter hatten: Lucrezia, Diana (genannt „Annella“) und Maria Grazia. Der Vater Tommaso war ebenfalls Maler und unterrichtete Malerei, jedoch ist von ihm nur ein einziges Bild bekannt, ein schlecht erhaltenes Martyrium des Hl. Erasmus von 1601 in der Kirche dello Spirito Santo (Neapel). Tommaso starb bereits 1610, und die Mutter Caterina heiratete 1612 den Maler Filippo Vitale.

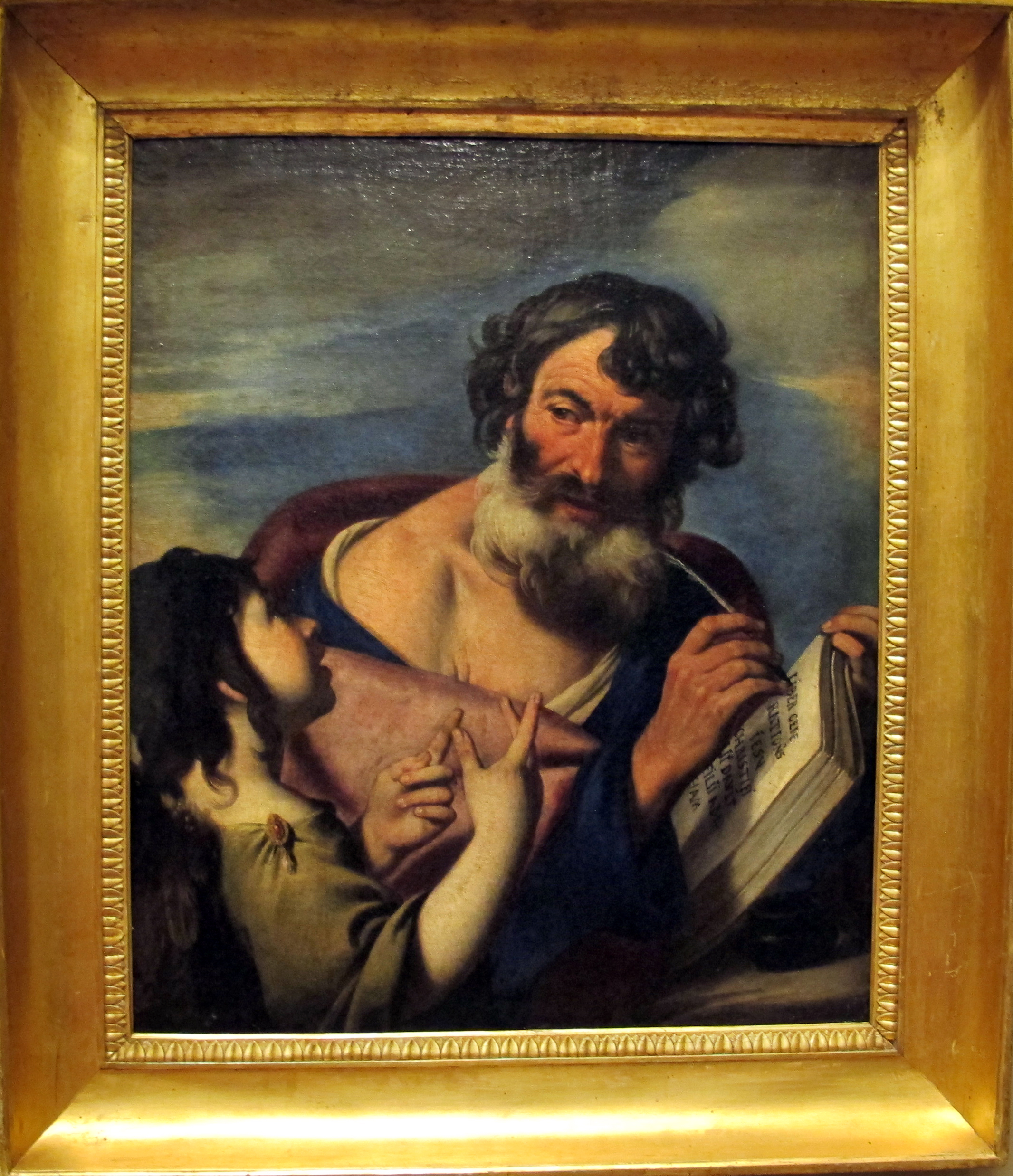
Hl. Matthäus, 1645, Museo di Capodimonte

Pacecco war später auch noch mit anderen neapolitanischen Malern familiär verbunden bzw. verschwägert: seine Schwester Diana heiratete Agostino Beltrano – und soll die „Freundin“ von Massimo Stanzione gewesen sein –, und Maria Grazia den aus Valencia stammenden Juan Do; außerdem war Aniello Falcone ab 1629 der Ehemann seiner Stiefschwester Orsola.
Pacecco war nicht nur Schüler seines Stiefvaters Filippo Vitale, sondern arbeitete auch bis zu dessen Tod 1650 eng mit ihm zusammen. Davon zeugen zahlreiche gemeinsame Werke, u. a. die Rosenkranzmadonna mit Carlo Borromeo und dem Hl. Dominikus (in San Domenico Maggiore, Neapel) und der Hl. Antonius von Padua bittet für Neapel (ca. 1635, San Lorenzo Maggiore, Neapel); außerdem das Martyrium der Hl. Barbara (in Rom bei Finarte, Auktion am 15. März 1983) und eine Replik derselben in einer neapolitanischen Privatsammlung.
Laut Bernardo De Dominici (1743) ging De Rosa außerdem bei Massimo Stanzione in die Lehre und gilt als einer von dessen originellsten Schülern. Neben diesen direkten Einflüssen ließ sich Pacecco auch vom Klassizismus Guido Renis und Domenichinos inspirieren, und fand so zu einem eigenen Stil von großer Eleganz, der einerseits durch die neapolitanische Tradition des Caravaggismus bzw. von Ribera, andererseits von der hellen, lichterfüllten Farbigkeit und Klarheit modernerer Strömungen geprägt ist. Daneben finden sich auch Einflüsse von Artemisia Gentileschi oder Simon Vouet. Da Pacecco De Rosa nur wenige Werke signierte, gab es bei unsignierten Bildern auch schon Verwechslungen mit Paolo Finoglia oder Francesco Guarino.

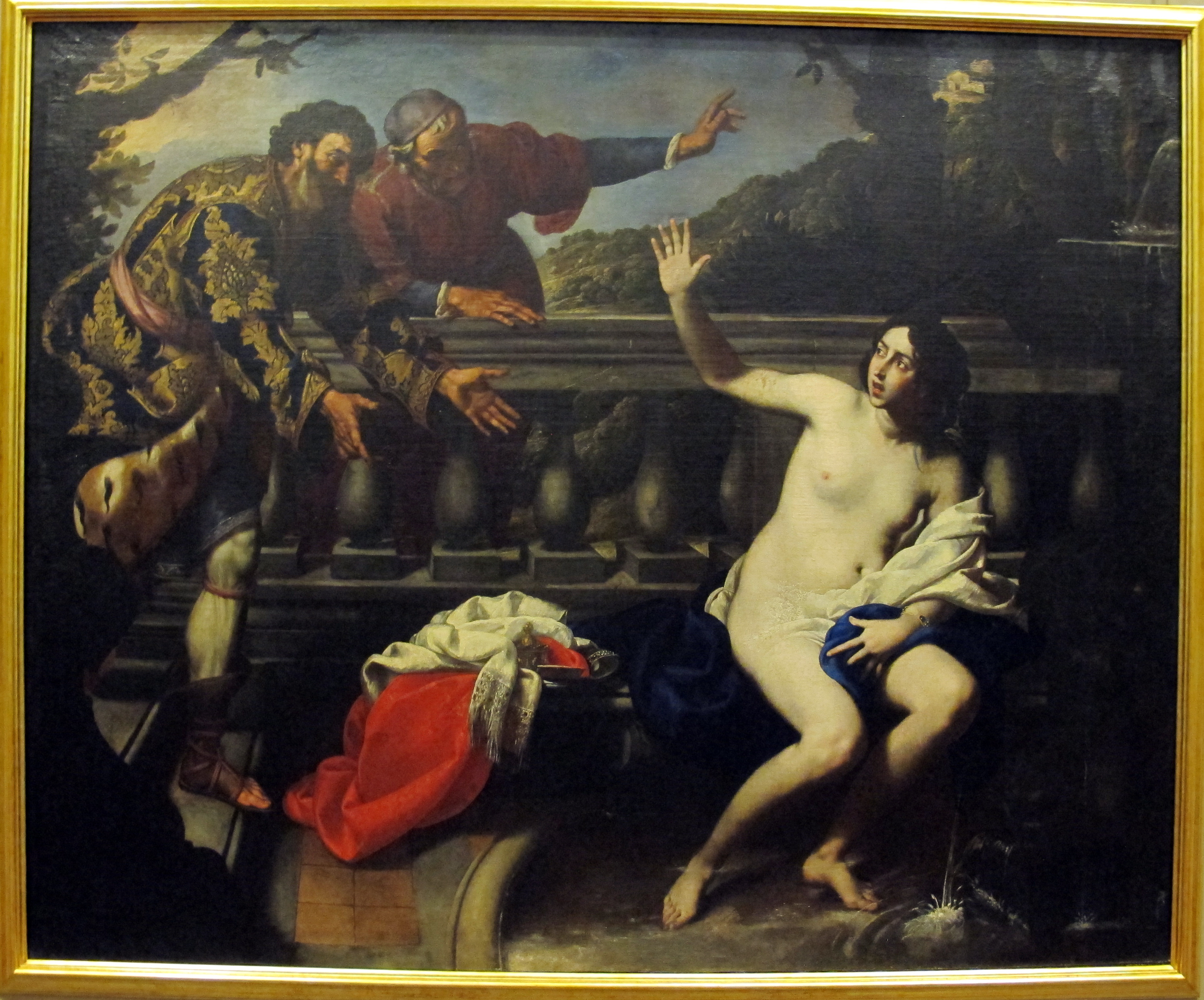
Susanna und die Alten, ca. 1645, Museo di Capodimonte

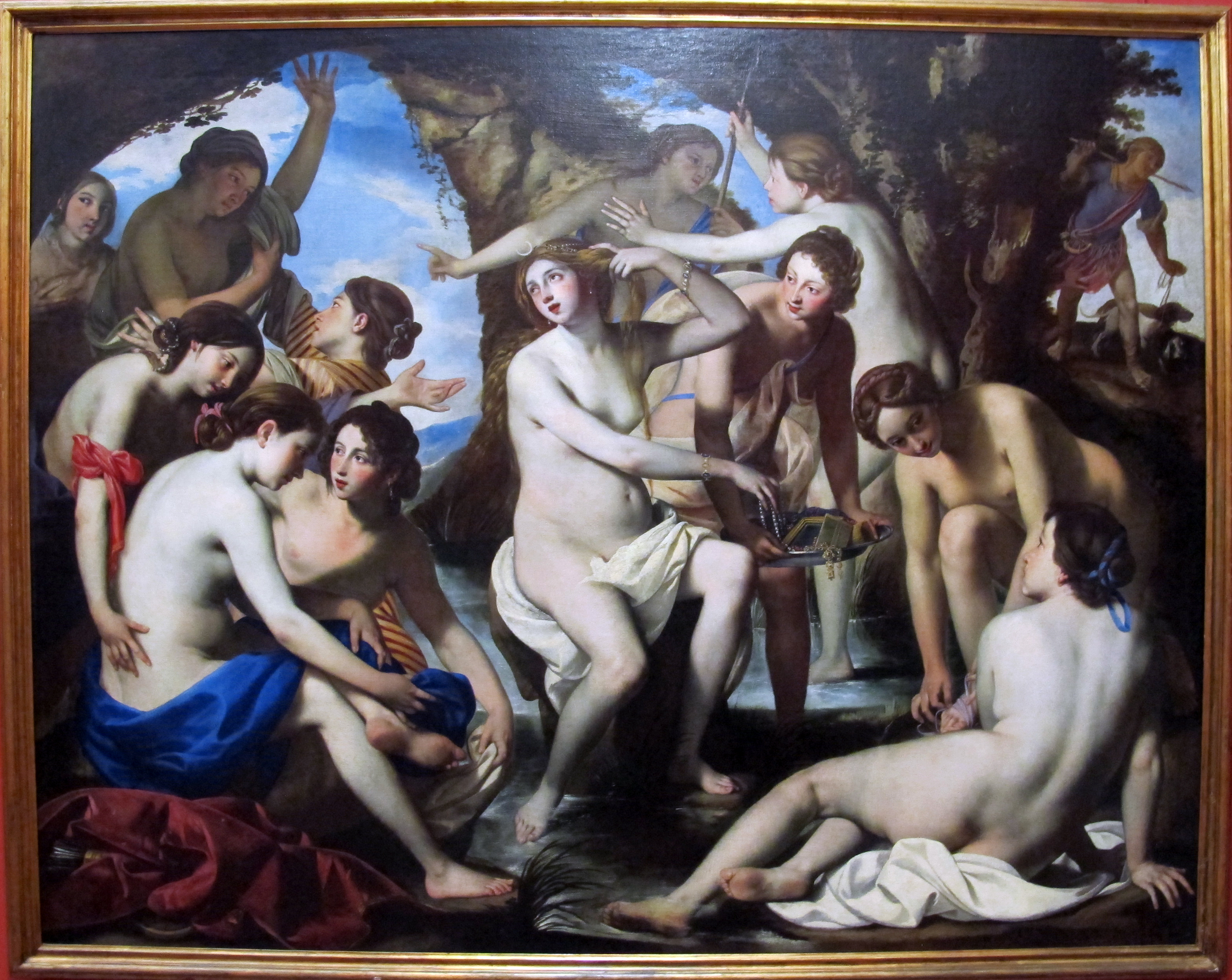
Bad der Diana, Museo di Capodimonte

De Rosas Figurenideal war besonders bei weiblichen Figuren elegant, mit schmalen Gesichtern und schlanken Beinen. Es heißt, er habe als Modelle häufig seine hübschen Schwestern verwendet, die auch als „die drei Grazien“ bekannt gewesen seien (nach De Domini, 1743).
Er schuf sowohl religiöse Szenen für Kirchen und Privatsammler als auch profane Kompositionen mythologischen Inhalts, zum Teil auch im Kleinformat; außerdem zahlreiche kleine Heiligenbilder und Madonnen. Sein erstes dokumentiertes Werk, der Hl. Nikolaus von 1636 in der Certosa di San Martino, ist bereits künstlerisch voll ausgereift, wenn auch im Stil von Stanzione.
Künstlerische Höhepunkte erreichte Pacecco in den 1640er und -50er Jahren. Als Meisterwerke gelten seine Versionen der Beweinung Christi (oder Kreuzabnahme) in der Certosa di San Martino (im Quarto del priore) und in der Chiesa della Nunziatella (datiert 1646), das Massaker der Unschuldigen im Philadelphia Museum of Art und die beiden Bilder Susanna und die Alten und das Bad der Diana im Museo di Capodimonte (Neapel).
Der Maler erhielt nun zahlreiche Aufträge von bedeutenden Sammlern, u. a. vom Herzog Alfonso d’Avalos. Eine  Begegnung von Jakob und Rachel (ehemals bei Finarte, 1984) scheint identisch mit einem von De Dominici (1743) beschriebenen Bild in der Sammlung des Herzogs von Maddaloni.
Für Santa Maria della Sanità malte er 1652 die strahlende Darstellung des Hl. Thomas von Aquin, der von Engeln den Gürtel der Keuschheit erhält (signiert und datiert 1652). Von ähnlich hoher Qualität ist auch die Taufe der Hl. Candida durch den Hl. Petrus, die er 1654 für San Pietro ad Aram schuf.
Pacecco De Rosa wurde auf dem Höhepunkt seiner künstlerischen Schaffenskraft und seines Erfolges während der Pestepidemie von 1656 vorzeitig aus dem Leben gerissen und, wie es bei Seuchen üblich war, in einem Massengrab bestattet. Der Kunstkenner De Dominici nannte ihn 1743 einen „…großen Nachahmer der Natur, von der er jedoch das Schönste und Edelste auswählte…“

## Kunstraub in Giugliano
Am 11. November 1998 wurden fünf Gemälde von Pacecco De Rosa aus der Kapelle des Hl. Julianus in der Kirche Santa Sofia in Giugliano bei Neapel gestohlen: das Martyrium der Hl. Sophia, das Martyrium des Heiligen Julianus, Santa Giuliana im Kerker, San Deodato abate und San Romito diacono. Bisher (Stand 2019) konnten nur zwei davon  wiederaufgefunden werden, die sich 17 Jahre später im Jahr 2015 bei einem Sammler in Recanati befanden. Die beiden wiedergefundenen Bilder das Martyrium des Hl. Julianus und San Deodato abate wurden während der Feierlichkeiten zu Ehren des Heiligen Julianus am 27. Januar 2016 wieder in die Kirche zurückgebracht.

## Werke

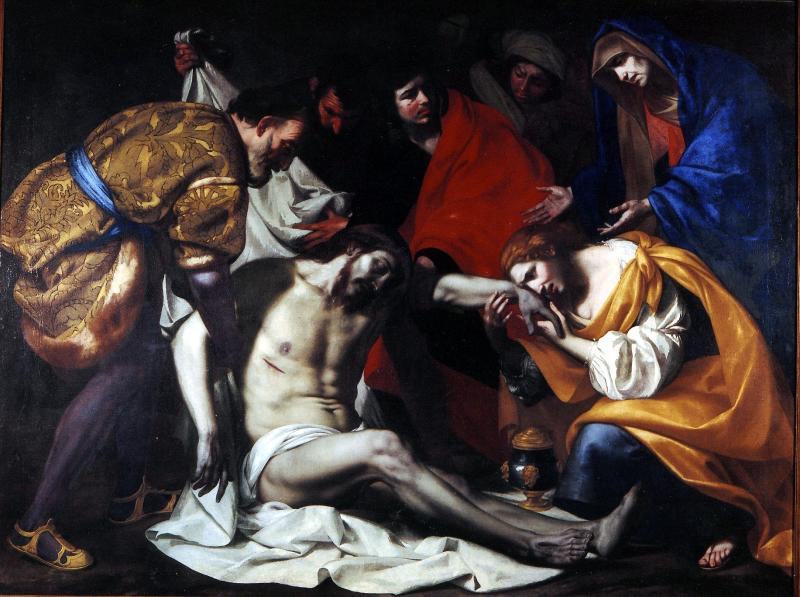
Kreuzabnahme, Museo di San Martino, Neapel

### Signierte, datierte, gesicherte Werke
Nur wenige Werke von Pacecco De Rosa sind signiert und datiert, die meisten davon sind religiöse Szenen.  Hierzu zählen:
- Der Hl. Nikolaus von Bari und der kleine Basilio, kleine Sakristei der Certosa di San Martino, 1636
- Die Verkündigung, in San Gregorio Armeno, Neapel, 1644
- Beweinung Christi, Cappella del Crocifisso (rechte Seitenkapelle) der Chiesa della Nunziatella, Neapel, 1646
- Maria Immaculata mit den Hl. Franziskus von Assisi und Antonius von Padua, in der Chiesa dei Cappuccini von Vibo Valentia, 1651.
- Der Hl. Thomas von Aquin erhält von Engeln den Gürtel der Keuschheit, in Santa Maria della Sanità, Neapel, 1652
- Der Hl. Petrus tauft die Hl. Candida, im Chor von San Pietro ad Aram, Neapel, 1654
- Fürbitten-Madonna (madonna del suffragio) mit dem Schutzengel und den Hl. Dominikus und Gaetano, Gemeindekirche von Sant'Agata di Puglia, 1654

### In Kirchen

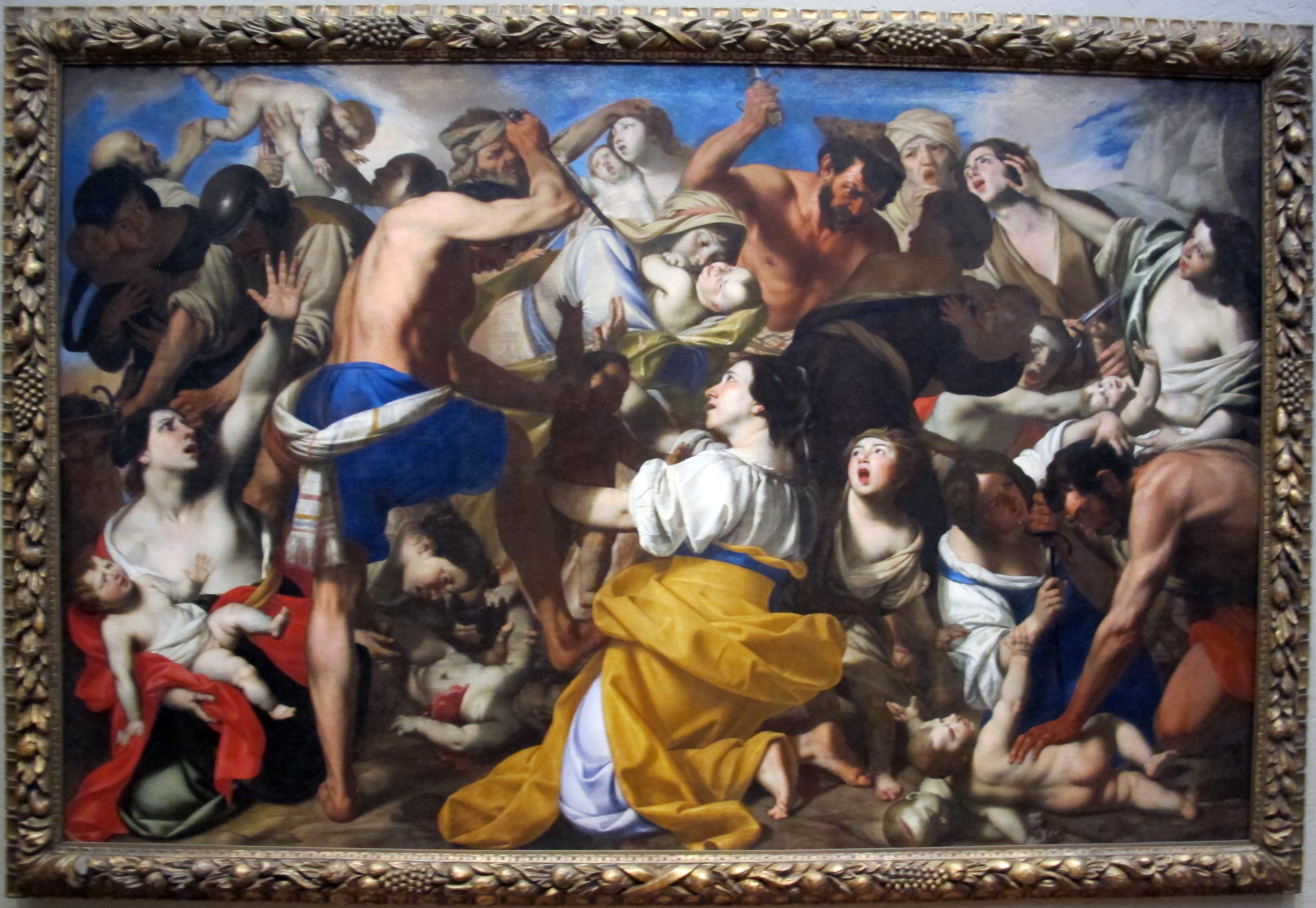
Massaker der Unschuldigen, ca. 1640, Philadelphia Museum of Art (existiert auch als Replik in Sainte Marguerite, Paris)

- Madonna della Purità, Chiesa del Divino Amore, Neapel
- Madonna della Purità, Krypta der Kathedrale von Salerno
- Madonna della Purità, Sakristei von San Potito, Neapel
- 2 Lünetten (Geburt der Jungfrau und Darstellung Jesu im Tempel), in der Cappella della Purità in San Paolo Maggiore, Neapel
- Massaker der Unschuldigen, Bildergalerie der Chiesa dell'Incoronata del Buon Consiglio
- Martyrium des Heiligen Julianus und San Deodato abate in der Cappella di San Giuliano in der Kirche Santa Sofia in Giugliano bei Neapel. 3 andere Bilder durch Kunstraub verschollen (Martyrium der Hl. Sophia, Santa Giuliana im Kerker und San Romito diacono)
- Massaker der Unschuldigen (Replik der Version im Museum von Philadelphia) in der Kirche Sainte Marguerite, Paris

### In Museen

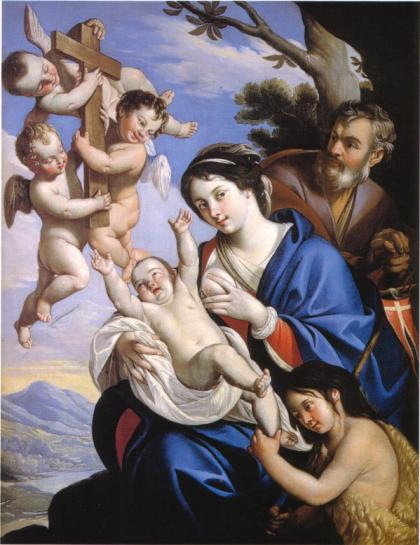
Heilige Familie mit dem kleinen Johannes d. Täufer, Privatsammlung, Kampanien

- Beweinung Christi (oder Kreuzabnahme), Museo di San Martino, Neapel
- Bad der Diana (oder Diana und Aktäon), früher Palazzo Reale, jetzt  Museo di Capodimonte, Neapel
- Susanna und die Alten, Museo di Capodimonte, Neapel
- Hl. Matthäus und Hl. Lukas, Museo di Capodimonte, Neapel
- Die schlafende Venus, entdeckt von einem Satyr, Museo di Capodimonte, Neapel
- Abraham und die drei Engel, Museo Civico di Castel Nuovo, Neapel
- Dido und Aeneas (einst Sammlung des Alfonso d'Avalos)
- Urteil des Paris (einst Sammlung des Alfonso d'Avalos)
- Begegnung von Jakob und Rachel, Museo di Capodimonte (im Depot in der Pinacoteca provinciale, Bari)
- Jesus und die Ehebrecherin, Privatsammlung, Neapel
- Madonna mit dem Hl. Ludwig von Toulouse (1647-48 ?)
- Beweinung Christi, Bildergalerie von Gesù Nuovo,  Neapel
- Joseph und die Frau des Potiphar, Collezione Molinari Pradelli
- Heilige Familie mit dem kindlichen Johannes dem Täufer, Privatsammlung in Solofra
- Gang zum Kalvarienberg, Museo del Sannio, Benevento
- Flora, Kunsthistorisches Museum, Wien
- Selbstmord der Lucrezia, Sammlung Rochlitz
- Hl. Sebastian, geheilt von heiligen Frauen, Privatsammlung, Utrecht
- Hl. Antonius von Padua mit dem Jesulein, Nationalgalerie Prag
- Apollon und Marsyas, Sammlung der Fürsten von Colloredo-Mannsfeld, Schloss Dobris, Opočno, Tschechien[10]
- Auffindung des Moses, Museum der University of Santa Barbara, Kalifornien
- Massaker der Unschuldigen, Museum of Art, Philadelphia[11]